# Freilichtbühne Bökendorf

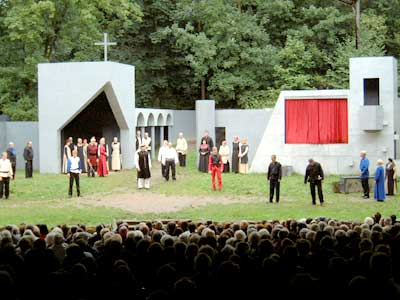
Bühnenbild 2001 – Romeo und Julia

Die Freilichtbühne Bökendorf ist eine Amateurtheater-Freilichtbühne in Bökendorf, einem Ortsteil des ostwestfälischen Brakel im Kreis Höxter in Nordrhein-Westfalen.
Getragen wird die Freilichtbühne durch den Verein Freilichtbühne Bökendorf e. V. Der Verein entstand 1950 in Erinnerung an Bökendorfs kulturelle Vergangenheit. Vor dem Schloss Bökerhof, das Treffpunkt des Bökendorfer Romantikerkreises (1810–1834) um die Brüder Grimm und Annette von Droste-Hülshoff war, wurde 1950 als erstes Freilichtbühnenstück Elmar nach dem Epos Dreizehnlinden von Friedrich Wilhelm Weber aufgeführt. Annette von Droste-Hülshoffs Novelle Die Judenbuche über einen realen Mordfall aus dem Raum Bökendorf und auch Märchen der Brüder Grimm stehen deshalb in unregelmäßigen Abständen auf dem Spielplan.
Seit 1951 finden die Freilichtaufführungen in einem Waldstück bei einem ehemaligen Steinbruch statt, das zu einer Waldbühne ausgebaut wurde. 1964 wurde die erste Überdachung errichtet. Ersetzt wurde sie 1996 durch die jetzige überdachte Tribüne für 990 Besucher. Dieses Tribünendach ermöglicht Freilichttheater bei jedem Wetter.
In den 1990er Jahren erfolgten die umfassendsten Um- und Ausbaumaßnahmen der Freilichtbühne, die ihren Flair einer natürlichen Waldkulisse jedoch nicht trübten. So wurde z. B. die Bühne untertunnelt und zwei Ausstiegsluken geschaffen und die Spielfläche auf drei Ebenen angelegt. Für eine optimale Akustik wird eine moderne Funk- und Übertragungstechnik regelmäßig aktualisiert und eine zeitgemäße Licht- und Tontechnik sorgt seit langer Zeit für besondere Inszenierungen. Eine elektrische Drehbühne ermöglicht zudem automatische Kulissenwechsel auf offener Bühne. Auch moderne Kassenhäuschen, behindertengerechte Toiletten und ein Sanitätsraum wurden errichtet, sowie das Vereinsheim aufgestockt und renoviert.
Seit 1977 wird in jedem Theatersommer als zweite Inszenierung neben dem Erwachsenenstück auch ein Kinder- und Jugendstück angeboten. In den 1980er Jahren sicherte gerade das Kindertheater in einer für das Theater schwierigen Zeit (Konkurrenz durch Fernsehen, andere Freizeitaktivitäten) die Besuchszahlen. Die 1990er Jahre waren eine besonders erfolgreiche Zeit für die Freilichtbühne Bökendorf e. V. 1996 kamen zum Musical My Fair Lady und zum Schauspiel Die kleine Hexe über 36.000 Zuschauer.
Seitdem erreicht die Freilichtbühne mit klassischen und modernen Schauspielen, Komödien, Musicals und Kinderstücken in jedem Theatersommer 25.000 bis 30.000 Zuschauer und Zuschauerinnen und gehört damit zu den besuchsstärksten Bühnen im Verband Deutscher Freilichtbühnen.
Die Freilichtbühne Bökendorf e. V. hat zurzeit ca. 150 aktive Mitglieder (Jahr 2024).